# Stanisław Skawinka
Stanisław Skawinka (ur. ok. 1450, zm. 3 marca 1527) – polski duchowny katolicki, profesor teologii Akademii Krakowskiej w latach 1508–1509 rektor uczelni.
Był synem Stanisława, pochodził z Krakowa, w 1470 zapisał się na Akademię Krakowską. 13 grudnia 1505 uzyskał tytuł doktora teologii. Od 1507 był profesorem teologii. W latach 1501–1513 był prepozytem klasztoru kanoników regularnych Grobu Bożego św. Jadwigi na Stradomiu.